# 다크 워터
《다크 워터》(영어: Dark Water)는 2005년 공개된 미국의 초자연 공포 영화이다. 스즈키 고지의 단편 소설에 바탕한 일본 영화 《검은 물 밑에서》(2002)의 리메이크 작품이다.
다크 워터는 2005년 7월 8일에 출시되었으며 전 세계적으로 6,830만 달러의 수익을 올렸다. 미국과 필리핀이 합작한 작품이다.

## 줄거리
달리아는 전 남편 카일과 다섯 살 딸 서실리아의 양육권을 두고 다툰다. 카일은 서실리아가 자신의 거주지인 저지시티 가까이에 살기를 원하지만, 달리아는 더 저렴하고 학교도 좋은 루스벨트섬으로 이사하려 한다. 결국 달리아는 서실리아와 함께 루스벨트섬의 낡은 아파트로 이사한다.
이사 후 서실리아는 옥상 물탱크 근처에서 헬로키티 가방을 발견하고, 얼마 지나지 않아 침실 천장에서 검은 물이 새기 시작한다. 달리아는 윗집이 물에 잠긴 것을 발견하고, 그 집의 이전 세입자였던 림스키 가족 사진을 보게 된다. 사진 속에는 엄마, 아빠, 그리고 서실리아 또래의 딸이 있었다. 달리아는 관리인과 건물 관리자에게 누수 문제를 항의하지만 아무런 조치가 없다. 달리아는 으스스한 환영과 악몽에 시달리는데, 꿈속에서 소녀의 엄마는 딸에게 한 일을 경찰에 알리지 말라고 경고하며 서실리아를 해치겠다고 위협한다.
서실리아의 선생님은 서실리아의 "상상 속 친구" 너타샤 때문에 걱정하고, 달리아 또한 서실리아가 너타샤와 이야기하는 것을 목격한다. 화장실에서 검은 물이 변기와 세면대에서 쏟아져 나오자 서실리아는 정신을 잃는다. 달리아가 변호사를 만나는 동안 카일은 서실리아를 데리고 자기 집으로 간다.
그날 밤 달리아는 물탱크에서 물이 쏟아지는 것을 보고 안으로 들어간다. 그곳에서 너타샤의 시신을 발견하고 경찰에 신고한다. 건물의 관리자는 너타샤의 시신을 알고 있었으면서도 방치한 혐의로 체포된다. 관리자는 너타샤의 부모가 딸을 버린 사실을 숨기는 대가로 돈을 받았다고 주장한다. 달리아와 변호사는 너타샤의 부모가 실제로 딸을 잔인하게 버렸다는 사실을 알게 된다. 혼자 남겨진 너타샤는 물탱크에 빠져 익사했고, 엄마가 있는 서실리아를 질투하는 원혼이 된다.
달리아는 양육권 문제를 쉽게 하기 위해 카일의 거주지 가까이로 이사하기로 결정한다. 짐을 싸는 동안 서실리아는 달리아에게 책을 읽어달라고 부탁한다. 그러다 달리아는 서실리아가 욕조에서 노는 소리를 듣고, 그 아이가 너타샤라는 것을 깨닫는다. 너타샤는 달리아에게 떠나지 말라고 애원하며 서실리아를 익사시키려 한다. 달리아는 너타샤의 엄마가 되어주겠다고 약속한다. 폭우가 아파트를 덮치고 달리아는 익사한다. 결국 너타샤와 달리아의 영혼은 함께 복도를 걷는다.
3주 후 카일과 서실리아는 이전 아파트에서 짐을 찾는다. 엘리베이터 안에서 달리아의 영혼은 서실리아의 머리를 땋아주며 항상 함께 있을 것이라고 말한다.

## 출연
- 제니퍼 코널리 - 달리아 윌리엄스 역
  - 펄라 헤이니자딘 - 어린 달리아 / 너타샤 림스키 역
- 두그레이 스콧 - 카일 윌리엄스 역
- 존 C. 라일리 - 코리 머리 역
- 에리얼 게이디 - 서실리아 "세시" 윌리엄스 역
- 팀 로스 - 제프 플래처 역
- 피트 포슬스웨이트 - 벡 씨 역
- 캐머런 맨하임 - 세시의 교사 역

## 기타 제작진
- 공동 제작: 다이애나 퍼코니
- 협력 제작: 케리 포스터
- 배역: 맬리 핀
- 미술: 터리스 디프레이
- 의상: 마이클 윌킨슨